# Ravenstein (stad)
Ravenstein (dialect: Ravvestèìjn) is een vestingstad aan de Maas, in de gemeente Oss, in de Nederlandse provincie Noord-Brabant. De stad telde op 1 januari 2023 3.175 inwoners. Tot 2003 vormde Ravenstein tezamen met een elftal omliggende dorpen een zelfstandige gemeente met zo'n 8.500 inwoners. Het historische stadje Ravenstein besloeg slechts een geringe oppervlakte, circa dertig hectare. Van belang was vooral de ligging aan de Maas.

## Geschiedenis
Ravenstein werd in 1360 gesticht door Walraven van Valkenburg, leenman van de hertog van Brabant, die toen aan de oever van de Maas een kasteel liet bouwen, na daarvoor jarenlang vanuit zijn kasteel te Herpen tol te hebben geheven over het verkeer op de rivier. In 1364 probeerde de hertog tevergeefs een einde te maken aan deze praktijk door het kasteel te belegeren.

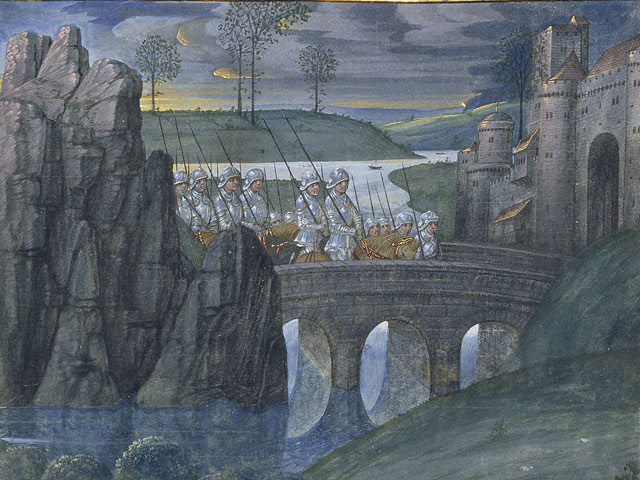
Brabantse troepen trekken in 1388 Ravenstein binnen langs de brug over de Maas (Kroniek van Froissart, MS. Ludwig XIII 7, fol. 318)

Bij het kasteel ontstond het plaatsje Ravenstein, dat reeds in 1380 stadsrechten kreeg van Reinout van Valkenburg, een halfbroer van Walraven. In 1397 werd de heer van Ravenstein bij de slag bij Kleverhamm (Kreis Kleve) verslagen en gevangengenomen. De stad werd vervolgens Kleefs bezit. In 1399 werd er de Vrede van Ravenstein gesloten tussen Brabant en Gelre.
In 1509 werd de stad versterkt met wallen en bastions volgens het Italiaans stelsel (in 1988 en 2012 deels weer opgegraven). Al in 1543 liet keizer Karel V deze afbreken, met uitzondering van de stadspoorten, waarvan er twee zijn behouden. Nadat in 1609 Johan Willem van Kleef en Gulik kinderloos stierf maakten verschillende pretendenten aanspraak op zijn gebied, de Gulik-Kleefse kwestie. Brandenburg riep hierbij de hulp in van de Staten van Holland, die de stad in 1621 bezetten, in uitvoering van het akkoord van Xanten (1614).
Staatse troepen bleven lange tijd ingekwartierd in de stad, ook nadat het gebied in 1624 officieel aan Brandenburg werd toegewezen. De protestanten lieten een van de twee kerken slopen en gebruikten de andere kerk zelf. De katholieke kerk werd verboden. De stad werd nogmaals versterkt met fortificaties.
In 1630 ging Ravenstein over naar een nieuwe eigenaar, ditmaal het katholieke huis Palts-Neuburg. Het Staatse garnizoen verliet de stad tijdelijk, om in 1635 weer terug te keren. In 1641 werd er een speciale garnizoenskerk gebouwd. Ravenstein bleef echter buiten de Republiek en de vrijheid van godsdienst keerde terug. Het Land van Ravenstein werd hierdoor een toevluchtsoord voor kloosterorden die uit de Republiek waren gevlucht, terwijl katholieken van over de grens in kerken op Ravensteins grondgebied de mis bijwoonden. Bij de komst van de Fransen in 1672 trok het Staatse garnizoen zich weer terug. De vestingwerken werden hierna gesloopt.

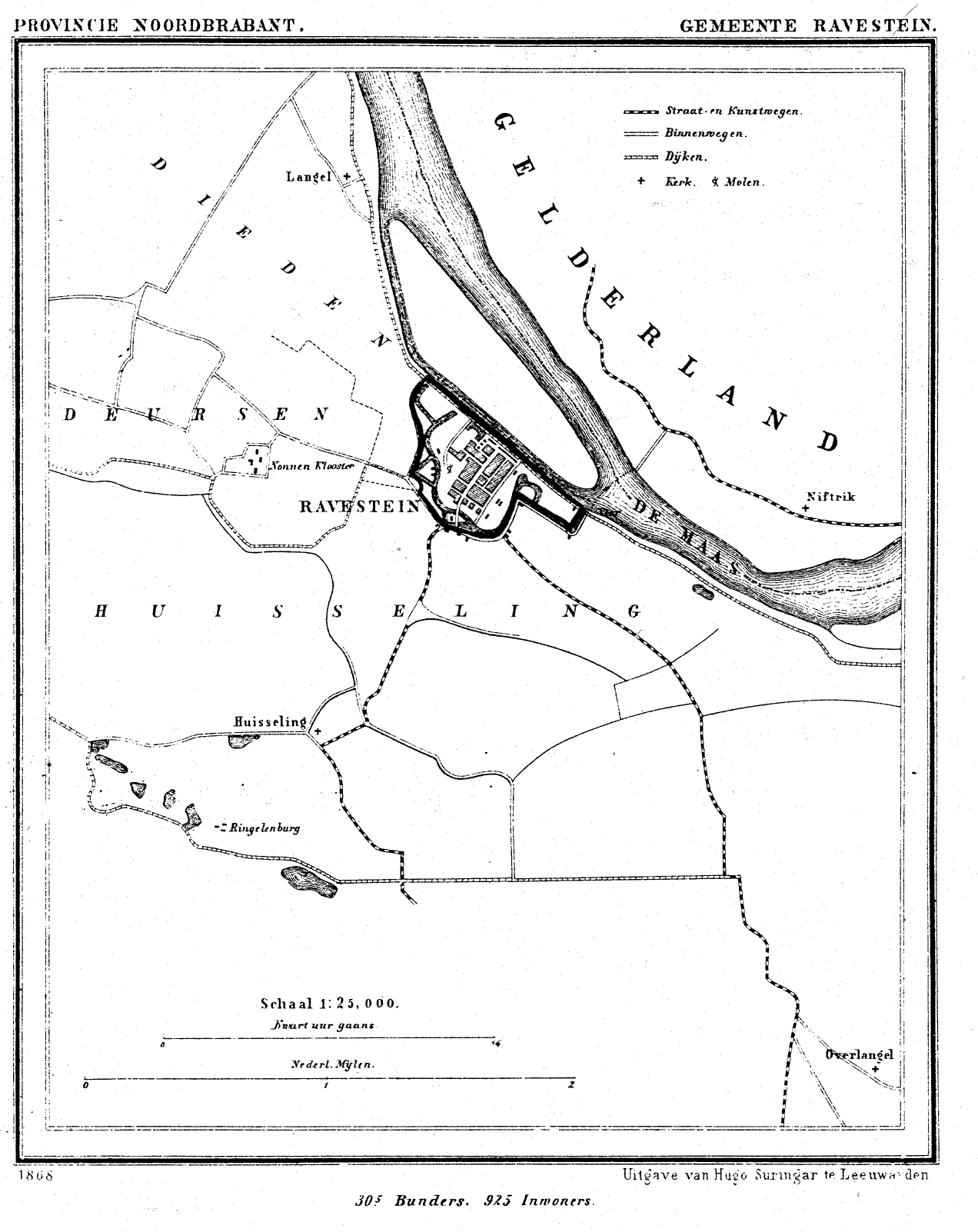
Ravenstein in 1868

In 1735 werd in Ravenstein de Sint-Luciakerk gebouwd, de enige Nederlandse kerk in barokstijl buiten de provincie Limburg. De parochie van Ravenstein is afgesplitst van die van Neerlangel. In 1538 werd voor het eerst van een parochiekerk te Ravenstein melding gemaakt. Na een stadsbrand werd door de jezuïeten in 1606 een nieuwe kerk gebouwd. Na de bouw van de Sint-Luciakerk kerk werd deze kerk overbodig en aldus werd door de Jezuïeten, op de plaats van de oude kerk, in 1752 een Latijnse school opgericht. De school werd gefinancierd uit de opbrengsten van de Ravensteinse Loterij en heette Gymnasium Aloysianum. Dit diende oorspronkelijk als kleinseminarie en heeft bestaan tot 1878. Geleidelijk kwam het gebouw in gebruik als raadhuis, maar in 1905 werd het gesloopt en kwam er een raadhuis voor in de plaats, ontworpen door H.J. Caners. In 1977 werd het gebouw vervangen door een gemeentekantoor en kwam de ernaast liggende 18e-eeuwse notariswoning in gebruik als raadhuis.
In 1794 maakte de Franse bezetting een einde aan de autonomie van het Land van Ravenstein. In 1800 werden Ravenstein en het bijbehorende land verkocht aan de Bataafse Republiek. Ravenstein en Megen werden tijdelijk een apart vicariaat in de Roomse kerk. In 1814 kwam Ravenstein bij het toen opgerichte Koninkrijk der Nederlanden. Onder Nederlands bestuur werd het kasteel in 1818 tot en met de fundamenten gesloopt. Slechts de Kasteelsepoort bleef bestaan als onderdeel ervan.

### Economie
De opname in Nederlands staatsverband betekende aanvankelijk nog geen economische opbloei. Vanaf de tweede helft van de 19e eeuw maakte Ravenstein een nieuwe bloeiperiode door dankzij de ligging aan een spoorlijn en de komst van industrie. De spoorlijn en de spoorbrug werden in 1874 geopend, het station Ravenstein werd in 1881 geopend. Ook de Maas bood transportmogelijkheden.
Na 1860 begonnen zich bedrijven te ontwikkelen buiten het eng door vestingwerken omsloten stadje. Het betrof een koren- en schorsmolen, een gasfabriek uit 1867, een boterfabriek uit 1876 en een smederij. In 1857 werd een korenmolen gebouwd op het bastion Utrecht, die in 1863 van stoomtuig werd voorzien. In 1852 startte de schoenmakerij van Suermont die tot de RAVO-fabriek zou uitgroeien tot de fabriek in 1982 werd gesloten. Het leerlooiershuisje vormt hier nog een herinnering aan.
De firma Meulemans begon te Herpen. In 1864 stelde hij aldaar een windmolen in bedrijf, die in 1873 uitgebreid werd met een stoommachine. In 1886 verplaatste hij het bedrijf naar Ravenstein, vanwege de betere transportmogelijkheden. Aanvankelijk hield hij zich daar vooral met handel bezig, maar in 1904 werd er een motor geplaatst die de maalderij en graanzuiveringsmachines aandreef. Dit alles ontwikkelde zich tot het mengvoederbedrijf dat nog bestaat onder de naam De Heus.

## Bezienswaardigheden

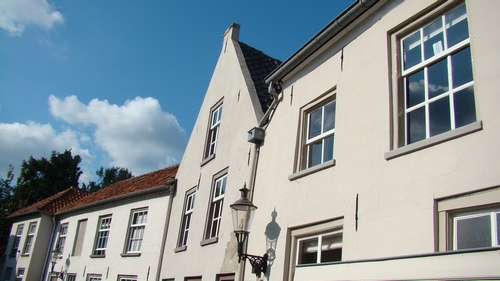
Bezienswaardige woonhuizen.

- Het historisch stadscentrum kent een aantal monumenten en enkele bezienswaardige woonhuizen.
- Twee rondelen, die in 1997 teruggevonden zijn bij dijkverzwaringswerkzaamheden. Ze maakten onderdeel uit van de verdedigingswerken en werden aangelegd in het begin van de 16e eeuw, van 1522-1526. Ze behoorden daarmee tot de vroegste verdedigingswerken van deze soort en werden gebouwd om de vesting weerbaar te maken voor het steeds krachtiger wordend geschut. In 1999 werden de rondelen iets opgemetseld en ze zijn nu zichtbaar voor het publiek. Op deze rondelen bevinden zich twee kanonnen vervaardigd in Luik rond 1860. Enkele malen per jaar worden deze gebruikt voor saluutschoten door het Sint Barbara Gilde.
- De Maaspoort is eveneens een overblijfsel van de vesting, die in 1621 opnieuw aan de eisen des tijds werd aangepast, maar door de Fransen gesloopt werd in 1672.
- De Kasteelsepoort is het enige overblijfsel van het in 1818 gesloopte Kasteel Ravenstein. De poort, die zich anno 2019 in een woonhuis bevindt, bevat nog metselwerk uit omstreeks 1360, toen het kasteel werd gebouwd. Ze scheidde de stad van de voorburcht en maakte ook deel uit van de verdedigingswerken. In de poort bevond zich vroeger een valhek.
- Het Raadhuis is een 18e-eeuwse patriciërswoning die notariswoning was voordat zij in 1978 als raadhuis in gebruik werd genomen. Het werd in 1983 gerestaureerd, maar op 1 januari 2003 werd Ravenstein opgeheven als zelfstandige gemeente en verloor het raadhuis zijn functie. Het Toeristisch Informatiecentrum Ravenstein is vanaf eind 2021 in dit raadhuis gevestigd.[5][6]

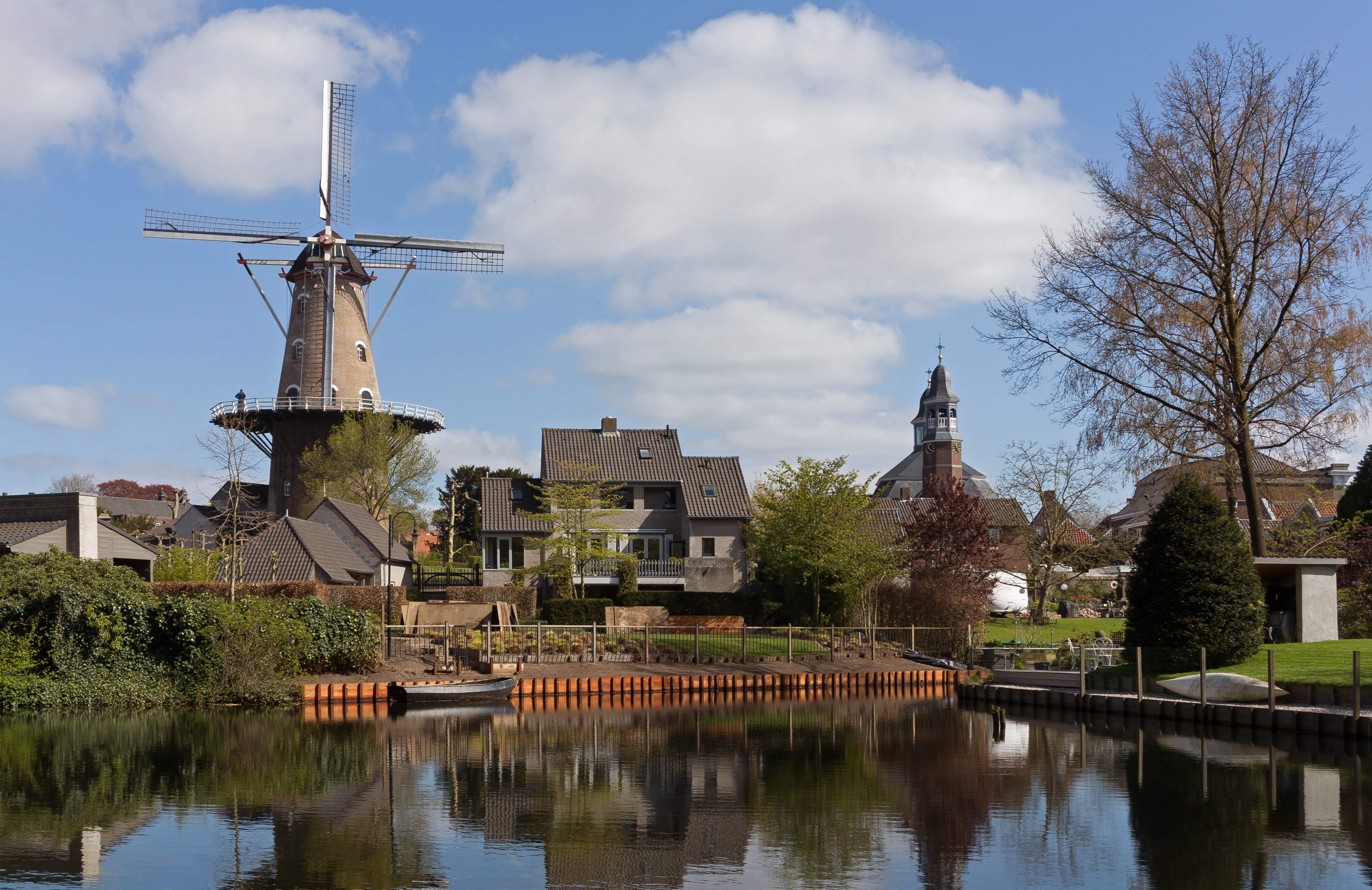
Windmolen de Nijverheid

- Het Leerlooiershuisje aan de Walstraat 20 dateert van 1887 en is een voormalige drogerij van de leerlooierij van de familie Suermondt. Het is herkenbaar aan de vele luiken aan de oost- en westkant die de wind toegang moesten verschaffen tot de eerste verdieping. Op de begane grond werden de huiden voorbewerkt en in de stenen aanbouw werd gelooid. Reeds in 1894 verloor het zijn functie en werd het een tuinhuisje. In 2009 werd dit gerestaureerd om daarna dienst te gaan doen als bezoekerscentrum dat gelegen is in een heemtuin. Het is een gemeentelijk monument. Hier is in 2009 ook de collectie leerlooiersmachines- en gereedschappen uit het voormalige leerlooierijmuseum van Regouin te Cuijk naartoe gebracht. De grotere machines staan in de tuin opgesteld.
- Sint-Luciakerk, een katholieke kerk in barokstijl uit 1735.
- De Garnizoenskerk is de voor de hervormde eredienst gebouwde zaalkerk uit 1641. Ze maakte het mogelijk dat de leden van het Staatse garnizoen hun godsdienstige plichten konden vervullen. Het bakstenen kerkje heeft een bouwstijl die enigszins aan gotiek doet denken. Dit is te zien aan de merkwaardige spaarvelden in de gevel. De kerk heeft een preekstoel uit 1644 met een ijzeren lezenaar uit 1652, alsmede een doophek en banken uit dezelfde tijd. Er is een kabinetorgeltje en een portaal dat eveneens in Lodewijk XVI-stijl is uitgevoerd. De kerk is van 1970-1972 gerestaureerd en toen is er ook een kopie van het oorspronkelijke klokkentorentje op geplaatst. Tegenwoordig worden er regelmatig nog kerkdiensten gehouden voor de -kleine- protestantse gemeente, en ook worden er tentoonstellingen gehouden en concerten uitgevoerd.
- De Sint-Josephkapel is een neogotische kloosterkapel uit 1875 aan de Sint-Luciastraat 5. Oorspronkelijk was de kapel van de straat niet zichtbaar, maar toen het klooster werd gesloopt kreeg de kapel in 1905 een nieuwe voorgevel. De kapel is als dagkapel in gebruik. In de voorgevel een Sint-Jozefbeeld van Hendrik van der Geld. De kapel is geklasseerd als rijksmonument.
- Stellingmolen De Nijverheid.

### Monumenten
Zie voor een overzicht:
- Lijst van rijksmonumenten in Ravenstein
- Lijst van gemeentelijke monumenten in Ravenstein

## Musea
- Het Museum voor vlakglas- en emaillekunst was een in 2005 geopend museum aan de Marktstraat 22. Het museum gaf een historisch overzicht van de glas-in-loodkunst en glasschilderkunst in Nederland en in het buitenland, terwijl er tevens wisselende tentoonstellingen worden gehouden. Het museum is gesloten.

## Verkeer en vervoer
De stad beschikt over een station aan de spoorlijn Tilburg - Nijmegen. Ravenstein heeft tevens een aansluiting op rijksweg A50 en ligt aan de N277. Ook is er een jachthaven die in verbinding staat met de Maas. Van april t/m oktober vaart er een fietspont over de Maas naar Niftrik.

## Voorzieningen

### Scholen
- R.K.B.S. De Bogaard
- O.B.S. Het Ravelijn

### Winkels en horeca
- Ravenstein beschikt over een gevarieerd bestand aan winkels en horecavoorzieningen.

### Sport- en verenigingsleven
Ravenstein heeft de beschikking over een sporthal, een fitnesscentrum en verder diverse sportverenigingen en andere verenigingen. Hieronder een opsomming van de grootste verenigingen binnen Ravenstein:
- Voetbal - VV Ravenstein
- Tennis - De Witte Raven
- Volleybal - VOREO
- Wielersport - TWC het Stalen Ros
- Paardensport - Cadans
- Scouting - Scouting Ravenstein
- Harmonieorkest - Stadsharmonie O.B.K. (opgericht 1890)
- Schuttersgilde - Sint Barbara Gilde. Dit gilde werd opgericht vóór 1439 en is sindsdien altijd actief gebleven. De broeders en zusters van dit gilde trainen in het gebruik van geweer, trom en vendel. Eenmaal in de drie jaar wordt geschoten om de titel van Gildekoning. De laatste keer was op Hemelvaartsdag 2017.
- Carnaval - Stichting Carnaval Ravenstein, carnavalsverenigingen De Pompers en De Narrekap, daarnaast veel carnavalsgroepjes.
- Biljart - Diverse biljartverenigingen
- Koor - Mix of Music
- Dans - Lotte Dans

Voormalige verenigingen
- Tafeltennisvereniging R.T.T.C. (Ravensteinse Tafeltennis Club; opgericht in 1949)[7]

## Geboren in Ravenstein
- Ignace Wils (1849-1873), militair
- Carel Bruens (1925-2024), glazenier, kunstschilder en docent
- Frans van Dooren (1934-2005), vertaler van Italiaanse en Latijnse literatuur
- Martin Jan van Mourik (1943), hoogleraar en notaris
- Alex Roeka (1955), theatermaker, zanger en schrijver
- Joep van Lieshout (1963), beeldhouwer en ontwerper

## Sinterklaas
Op 20 november 1993 waren Sinterklaas en de Pieten in Ravenstein voor de landelijke intocht. Dit was de laatste intocht die niet op de eerste zaterdag na Sint-Maarten was en tevens de laatste intocht met Frits Lambrechts als Hoofdpiet. Volgens de vertelling was de Edithbrug, de spoorbrug over de Maas, te laag, zodat de Pakjesboot 12 er niet langs kon. De Pakjesboot 13 bracht Sinterklaas en de pieten succesvol aan land.

## Nabijgelegen kernen
Herpen, Koolwijk, Demen, Dieden, Dennenburg, Deursen, Overlangel, Neerlangel, Huisseling, Neerloon, Keent en Niftrik.